# 이충국
이충국(李忠國, 1954년 6월 23일 ~ )은 대한민국의 제6·7대 전라북도의원이었다.

## 학력
- 진안국민학교 55회 졸업
- 전주북중학교 졸업
- 전주고등학교 졸업
- 숭실대학교 전자계산학과 졸업
- 국립군산대학교 대학원 이학석사 졸업

## 경력
- 1977 육군 만기 제대
- 농림수산부 12년 근무
- 지방의회 지도자 과정 수료(국회사무처)
- 전북자치대학 수료(전라일보)
- 지방자치 특별연수(평화민주당)
- 국회 농림수산위원회 정책보좌관 2년(평화민주당 이상옥 의원)
- 진안군 민주연합청년동지 회장
- 신민주연합당 정책위원회 농수산정책위원
- 연청(새시대 새정치 연합회) 진안군 지부장
- 새정치국민회의 전북도당 진안군·무주군·장수군 지구당 사무부국장·위원장
- 제15대 국회의원 총선 유세담당 특별위원장
- 제15대 대통령 선거 기획상황실장·유세위원
- ㈜우남대표 이사
- 진안군 지역발전연구소장
- 전주지방검찰청 범죄예방자원봉사위원
- 농공단지 운영협의회 회장
- 진안군 애향운동본부 사무국장
- 진안군 향토발전협회 이사
- 진안군 체육회 이사
- 진안군 테니스협회 부회장
- 진안군 의용소방대 홍보부장
- 진안군 조기축구회 부회장
- 자율방범대 운영위원장
- 새정치국민회의 전북도당 진안군·무주군·장수군 지구당 정책실장
- 1998.07 ~ 2002.06 제6대 전라북도의회 의원
- 1998.07 ~ 2000.07 제6대 전라북도의회 전반기 운영위원회 위원
- 1998.07 ~ 2000.07 제6대 전라북도의회 전반기 문화관광건설위원회 위원
- 1998.07 ~ 2000.07 제6대 전라북도의회 전반기 예산결산특별위원회 위원
- 1999.04 ~ 2001.05 제6대 전라북도의회 한국소리문화의전당공사관련조사특별위원회 위원
- 2000.07 ~ 2001.06 제6대 전라북도의회 후반기 문화관광건설위원회 위원
- 2001.07 ~ 2002.06 제6대 전라북도의회 후반기 교육복지위원회 위원
- 새천년민주당 중앙위원
- 민주평화통일위원회 자문위원
- 전북특별자치도 제2의 건국 범국민추진위원회 위원
- 전라북도 지방도시계획위원회 위원
- 전라북도 건축위원회 위원
- 전라북도 환경보전 자문위원
- 전라북도 교통영향평가심의위원회 위원
- 전라북도 정보화촉진위원회 위원
- 진안군 학교운영위원회 협의회장
- 진안군 장애인 복지회 고문
- 제16대 대통령 선거 선거대책본부장
- 2002.07 ~ 2006.06 제7대 전라북도의회 의원
- 2002.07 ~ 2004.07 제7대 전라북도의회 전반기 교육복지위원회 위원장
- 2004.05 ~ 2004.07 제7대 전라북도의회 2014년 동계올림픽대회유치지원특별위원회 위원
- 2004.07 ~ 2006.06 제7대 전라북도의회 후반기 산업경제위원회 위원
- 2004.07 ~ 2006.06 제7대 전라북도의회 후반기 예산결산특별위원회 위원
- 2005.04 ~ 2005.04 제7대 전라북도의회 공공기관및기업유치지원특별위원회 위원
- 전라북도 전주장학숙 원장
- 더불어민주당 전북도당 완주군·진안군·무주군·장수군 지역위원회 부위원장
- 제19대 대통령 문재인 후보 선거대책부위원장·진안군 총괄본부장
- 용담호물관리광역협의회 공동대표
- 진안제일교회 장로(진안군기독교연합회 부회장)

## 역대 선거 결과
|  | 30.4% |

|  | 59.64% |

|  | 59.55% |

|  | 17.47% |

|  | 48.69% |